# Göran Pettersson (tyngdlyftare)
Lars-Göran Jaxéus född Pettersson 1 oktober 1961 i Knivsta är en före detta svensk tyngdlyftare i Södertälje Atletklubb, som var dopad under OS i Los Angeles 1984. Ursprungligen kom han 6:a, med 165 kg i ryck och 195 kg i stöt, i klassen tungvikt-110 kg men blev diskvalificerad då dopingprovet visade sig innehålla anabola steroiden nandrolon. Han nådde en 8:e plats vid VM 1983 i Moskva.
Jaxéus är numera (2017) VD för HSB Uppsala och var tidigare VD för Taxi Stockholm.